# 749 Malzovia
749 Malzovia
749 Malzovia là một tiểu hành tinh ở vành đai chính. Nó được S. Beljavskij phát hiện ngày 5.4.1913 ở Simeis, và được đặt theo tên Nikolai Sergeevich Maltsov, nhà thiên văn học nghiệp dư người Nga, và là người sáng lập đài thiên văn Simeïs.